# Western New York Flash
El Western New York Flash és un club femení de futbol de Rochester, Nova York que juga a la NWSL, la lliga professional de futbol femení dels Estats Units.
Va ser creat al 2008 com a Buffalo Flash, i originalmente jugaba a una lliga semiprofessional, la W-League. Després de guanyar-la al 2010 es va convertir en un club professional i es va inscriure a la WPS, predecessor de la NWSL, que també va guanyar al seu debut.
Després del tancament de la WPS i una temporada de transició a la que va guanyar la WPSL Elite, el Flash va retornar al futbol professional al 2013 a la NWSL, on el seu millor resultat fins ara és un subcampionat.